# North Cape
North Cape – polski zespół śpiewający szanty, pieśni morza, utwory folkowe oraz własne, stylizowane na szanty. Wszystkie utwory wykonywane są wyłącznie w pięciogłosie a cappella, bez wsparcia instrumentów.
Zespół powstał w Pszczynie w połowie 1995 roku. Po zawieszaniu działalności w 2007 roku, został reaktywowany w odnowionym składzie w roku 2010. Udany powrót zaowocował nagraniem trzeciej płyty długogrającej "A'Cappella dookoła Świata" i zaproszeniami na największe festiwale marynistyczne w Europie. W ciągu ostatnich czterech lat, zespół koncertował w Finlandii, Francji, Holandii, Niemczech, Anglii i Irlandii. Jest także aktywny na rodzimej scenie szantowo-folkowej. Od 2015 r. organizuje cykliczny festiwal "Szanty w Operze" w Operze Śląskiej w Bytomiu.  
Wykonuje utwory w językach: polskim, angielskim, francuskim, niderlandzkim, suahili i ukraińskim, sotho i bretońskim. 
Zespół posiada także w swoim repertuarze utwory muzyki rozrywkowej i filmowej w aranżacjach a'cappella..

## Skład
- Juliusz Krzysteczko – bas. Śpiewa w chórze Opery Bytomskiej i zespole Camerata Silesia
- Michał Bagniewski – baryton. Na co dzień śpiewa w chórze Opery Bytomskie, Polskiej Orkiestrze Radiowej i Chórze Filharmonii Krakowskiej (gościnnie)
- Krzysztof Ściepłek – tenor. Informatyk, konferansjer i standuper.
- Łukasz Malcharek – tenor. Współzałożyciel zespołu North Cape. Historyk, handlowiec i niespełniony akordeonista.
- Paweł Malcharek – tenor. Informatyk w jednym w największych komercyjnych banków. Niepraktykujący gitarzysta.

## Byli członkowie
- Maciej "Dziura" Jureczko - (od 2010r. do 2015r.) inicjator reaktywacji zespołu oraz frontmen. Zastąpiony przez Krzysztofa Ściepłeka

## Wydawnictwa
- 1999 – North Cape – Szanty i Pieśni Morza Acappella,
- 2002 – Port Pieśni Pracy – składanka (utwór "John Cherokee")
- 2002 – North Cape i Ian Woods – Pieśni Spod Żagli,
- 2007 – Zobaczyć Morze – składanka (utwór "Pieśń Burłaków")
- 2012 – Pszczyńska FOLK reGENERACJA – składanka (utwór "Ten Moiczek" i "Listeczku Dębowy"),
- 2013 – North Cape – a'cappella dookoła świata,
- 2016 - Pszczyńscy kolędnicy - składanka (utwór "Przybieżeli do Betlejem ),
- 2019 - Wam Powstańcy Gizdy z Pszczyny - składanka ( Utwór "Rota").

## Występy telewizyjne i Radiowe
- 1996 - Festiwal "Tratwa" dla TVP3
- 1998 - Festiwal "Tratwa" dla TVP3
- 2003 – Bezludna wyspa Niny Terentiew
- 2003 – koncert z okazji 650-lecia Olsztyna
- 2018 - Uwaga Weekend - TVP Katowice
- 2019 - Uwaga Weekend - TVP Katowice
- 2019 - Poranek z Radiem Katowice

## Sukcesy artystyczne i nagrody
- „Sari '96” Żory – wyróżnienie
- „Tratwa '96” Katowice – Nagroda Rady Miasta Katowic
- „Minishanties '97” Stalowa Wola – I miejsce
- „Bezan '97” Tarnów – Nagroda Główna
- „Nagroda Burmistrza Pszczyny 2002”
- „Kubryk 2007” Łódź – Nagroda Publiczności
- „Kubryk 2011” Łódź – Nagroda Publiczności
- „Kubryk 2014” Łódź – Nagroda Publiczności
- Paimpol 2015 - Festival du Chant de Marin en Bretagne - Nagroda tygodnika "Le Télégramme Paimpol" - dla jednego z trzech najlepszych zespołów edycji
- Kubryk 2016" Łódź - Nagroda Publiczności